# مانوج ميترا
مانوج ميترا (بالبنغالية: মনোজ মিত্র)‏ (22 ديسمبر 1938 - 12 نوفمبر 2024)، هو ممثل هندي، ولد في 22 ديسمبر 1938 في بنغلاديش. من الجوائز التي نالها جائزة سانجيت ناتاك أكاديمي ‏.

## جوائز
- جائزة سانجيت ناتاك أكاديمي [الإنجليزية]‏

## وصلات خارجية
- مانوج ميترا على موقع IMDb (الإنجليزية)
- مانوج ميترا على موقع قاعدة بيانات الفيلم (الإنجليزية)